# Девонські відслонення у селі Кривче
Дево́нські відслонення — геологічна пам'ятка природи місцевого значення в Україні. 
Розташована на південній околиці села Кривче Чортківського районуТернопільської області, в межах залісненого схилу долини річки Циганки, між входом до печери «Кришталева» та хутора Хоми. 
Площа — 1 га. Оголошено об'єктом природно-заповідного фонду рішенням виконкому Тернопільської обласної ради від 13 грудня 1971 № 645. Перебуває у віданні агрофірми «Кривчанка» Борщівського району. 
Під охороною — потужна товща зеленувато-сірих аргілітів із прошарками глинистих вапняків, у яких багато решток викопної фауни (брахіоподи, морські лілії, наутилоїди та інші). Ці породи належать до борщівського горизонту жединського ярусу (нижній девон).

## Галерея

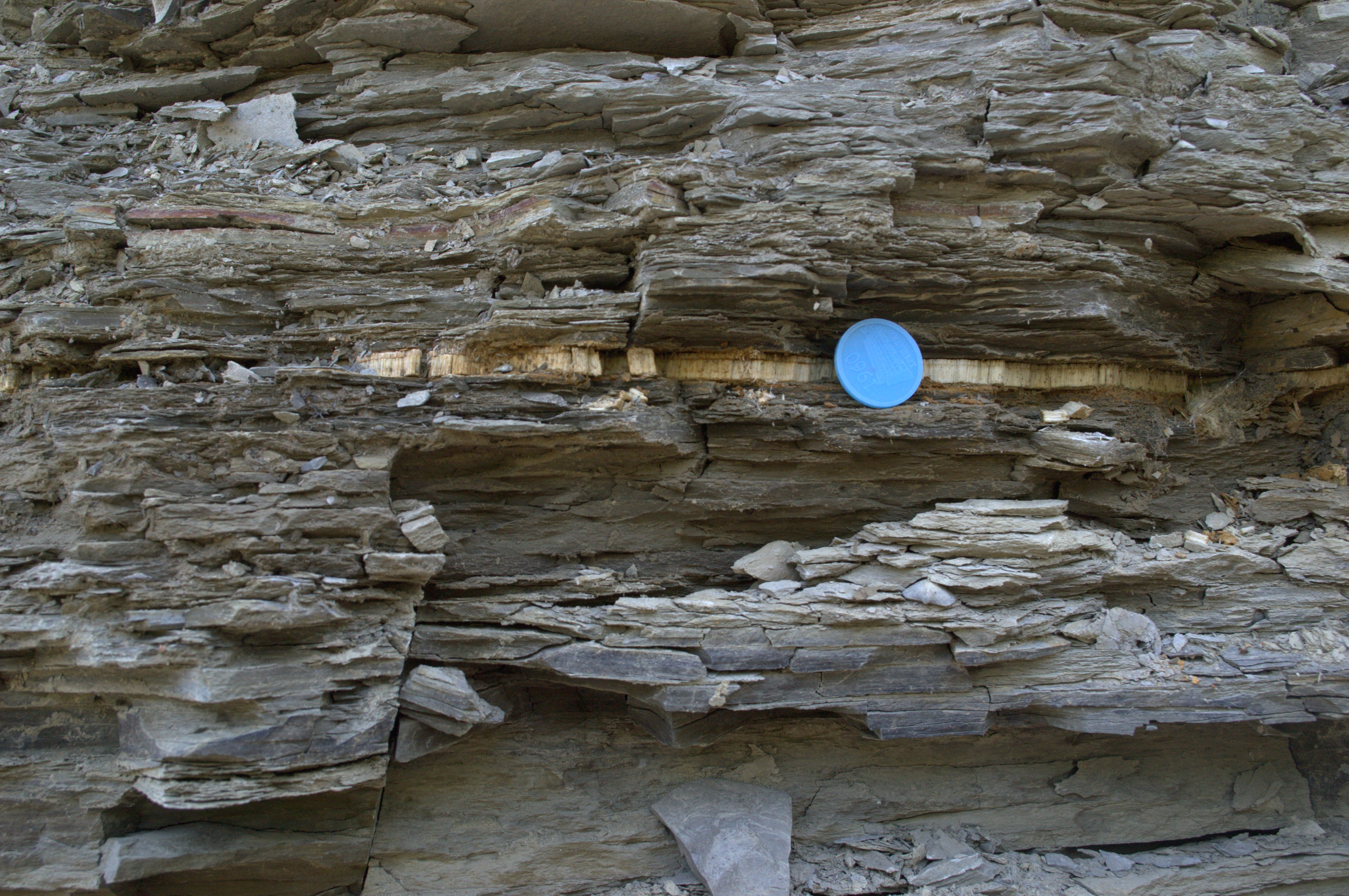